# Wodzirej
Wodzirej – człowiek prowadzący tańce na weselach, balach, zabawach tanecznych.
Wodzireje stanowią grupę zawodową, która wypracowała szereg zasad działania, opartych na muzyce, słowie i tańcu. Tworzą nowe układy choreograficzne, prowadzą szkolenia taneczne i animacyjne. Doskonalą także zapowiedzi słowne podczas tańców, organizują grupę, reżyserują całe wydarzenia muzyczno-taneczne. Współcześnie ważną funkcją wodzireja jest aktywizacja i uczenie uczestników wesel zabawy i tańca, gdyż formy te ulegają stopniowo zanikowi.
Funkcja prowadzącego tańce rozwinęła się w Europie w XVIII w. W modę weszły wtedy tańce korowodowe, z wieloma figurami i dużą liczbą tańczących, których należało sprawnie poprowadzić przez salę balową. 
Istnieją zapisy z XVIII i XIX w. podróżujących po Polsce obcokrajowców, wskazujących na bogactwo kultury tanecznej i sposobów tańczenia na balach i zabawach. W poemacie "Pan Tadeusz" Mickiewicza bal w staropolskiej siedzibie polonezem rozpoczynał Podkomorzy. 